# Fernande Caroen
Fernande Caroen (Ostende, 27 de julio de 1920-Ostende, 16 de abril de 1998) fue una deportista belga que compitió en natación, especialista en el estilo libre. Ganó dos medallas de bronce en el Campeonato Europeo de Natación, en los años 1938 y 1947.

## Palmarés internacional
| Campeonato Europeo | Campeonato Europeo    | Campeonato Europeo | Campeonato Europeo |
| Año                | Lugar                 | Medalla            | Prueba             |
| ------------------ | --------------------- | ------------------ | ------------------ |
| 1938               | Londres (Reino Unido) | Medalla de bronce  | 400 m libre        |
| 1947               | Montecarlo (Mónaco)   | Medalla de bronce  | 400 m libre        |